# لوكاس ماتيس
لوكاس ماتيس (بالإسبانية: Lucas Matthysse) مواليد 27 سبتمبر 1982 في تريليو، تشوبوت، الأرجنتين، هو ملاكم محترف أرجنتيني يصنف ضمن فئة وزن خفيف الوسط.

## إحصائيات
خاض خلال مسيرته 42 نزالا، فاز في 37 وخسر في 4. فاز بالضربة القاضية في 34 نزالا.

## روابط خارجية
- لوكاس ماتيس على موقع بوكس ريك (الإنجليزية) (registration required)